# X-12-ARIMA
X-12-ARIMA är ett statistikprogram för säsongsrensning av tidsseriedata utvecklat av U.S. Census Bureau. Det kan användas tillsammans med gretl, som har ett grafiskt användargränssnitt för X-12-ARIMA.